# Karl Schwarzschild
Pour les articles homonymes, voir Schwarzschild.
Karl Siegmund Schwarzschild, né à Francfort-sur-le-Main (Province de Hesse-Nassau, Prusse, Empire allemand) le 9 octobre 1873, mort à Potsdam (province de Brandebourg, Prusse, Empire allemand) le 11 mai 1916, est un astrophysicien allemand.

## Biographie
Karl Siegmund Schwarzschild naît le 9 octobre 1873 à Francfort-sur-le-Main,, dans une famille juive.
Il est l'aîné, des sept, enfants d'Henriette Francisca Sabel-Bechhold (1852-1922) et de son époux, Moses Martin Schwarzschild (1837-1916), agent de change à la bourse de Francfort. Il a cinq frères — Alfred, Paul, Otto, Hermann et Robert — et une sœur — Clara — qui épousera son ami et confrère l'astrophysicien suisse Robert Emden (1862-1940). Son fils Martin Schwarzschild (1912-1997) fut un astrophysicien germano-américain émérite, et sa fille Agathe Thornton, une philologue néo-zélandaise professeure de lettres classiques.

### Études
En avril 1880, Schwarzschild entre à la Philanthropin. Sa curiosité pour les étoiles se manifesta dès ses premières années scolaires, lorsqu'il construisit un petit télescope. Témoin de cet intérêt, son père le présente à un ami mathématicien possédant un observatoire astronomique privé. Schwarzschild apprend à utiliser un télescope et étudie des mathématiques plus avancées qu'à l'école.
En 1890, âgé de seize ans, il rédige un article sur la détermination des orbites qu'il envoie aux Astronomische Nachrichten. Ceux-ci acceptent de le publier et Schwarzschild peut en offrir un exemplaire imprimé à son père comme cadeau d'anniversaire.
Le 3 septembre 1891, Schwarzschild obtient son Abitur. Le 28 octobre, il s'inscrit comme étudiant en astronomie à l'université Empereur-Guillaume de Strasbourg, où il suit les cours d'Ernst Becker, le directeur de l'Observatoire,. Ses travaux portent sur l'observation des étoiles variables et de la nova du Cocher. Il prend également part à l'observation de l'éclipse lunaire totale du 4 novembre 1892.
En octobre 1893, Schwarzschild se rend à Munich où il est appelé afin d'accomplir son service militaire. Il sert un an dans l'artillerie de campagne. En octobre 1894, il reste à Munich et reprend ses études d'astronomie à l'université Louis-et-Maximilien,. Il publie deux articles sur les orbites des comètes. Inspiré par l'interféromètre de Michelson, il construit un instrument qu'il utilise pour effectuer des mesures interférométriques d'étoiles doubles. Le 20 juillet 1896, il est reçu docteur avec la mention summa cum laude pour des travaux sur les théories de Henri Poincaré,.

### Carrière
En septembre 1896, Schwarzschild est engagé en tant qu'assistant à l'observatoire Kuffner d'Ottakring à Vienne,. Il se consacra principalement à la photométrie : il accomplit un travail de pionnier pour améliorer les plaques photographiques et implanter leur utilisation en astronomie, ainsi que dans l'étude spectrale des étoiles. Il développa en particulier une formule modélisant l'évolution de la sensibilité d'un matériau photosensible en fonction du temps d'exposition et de l'éclairement :
{\displaystyle i=f(I\cdot t^{p}),}
où p est l'exposant de Schwarzschild, et vaut entre 0,6 et 0,7, ce qui représente le fait que plus une pellicule est exposée, moins elle est sensible (défaut de réciprocité, passé à la postérité sous le nom d'« effet Schwarzschild (en) »).
Le 19 octobre 1901, Schwarzschild est nommé professeur assistant à l'université Georges-Auguste de Göttingen et directeur de son observatoire. Le 24 mai 1904, il est nommé professeur titulaire. En 1904, avec Felix Klein, David Hilbert et Hermann Minkowski, il organise un séminaire de physique mathématique. En 1905, il publie trois articles d'optique géométrique qui inspireront Max Born. La même année, il se rend à Alger afin de suivre l'éclipse solaire du 30 août. En 1906, il travaille sur l'atmosphère solaire puis, l'année suivante, sur le mouvement propre des étoiles. Au nombre de ses principales contributions figurent la confirmation de l'existence des étoiles géantes rouges et l'explication de la distribution statistique des luminosités.
En août 1909, il est nommé directeur de l'Observatoire astrophysique de Potsdam.
Il énonça par ailleurs les lois du transport et de l'équilibre radiatif, du mouvement ellipsoïdal des étoiles et découvrit la pression de radiation. On lui doit également des travaux sur la structure atomique et les rayonnements associés dont il identifia la nature quantique.
Au début de la Première Guerre mondiale, Schwarzschild se porte volontaire pour s'enrôler dans l'armée. Il est envoyé avec trois volontaires à Namur afin d'y installer une station météorologique. Il reste à Namur jusqu'à fin 1915. Muté, à sa demande, dans l'artillerie, il est promu lieutenant d'artillerie. Il est affecté d'abord en Argonne puis en Russie.
Il est le premier à avoir trouvé une solution aux équations gravitationnelles d'Einstein en 1916. Avec la métrique de Schwarzschild, il démontra que, dans les équations décrivant la gravitation d'une quantité de matière concentrée en un point, il apparaît une singularité à la distance du rayon de Schwarzschild du centre, qui n'est en fait qu'apparente, comme le montre la métrique de Kruskal-Szekeres.
Il est aussi le premier à avoir défini les lois d'interaction entre les champs magnétiques et la lumière, et à avoir décrit les phénomènes de courbure des rayons lumineux au voisinage de points gravitationnels, contribuant ainsi à fonder la théorie du trou noir (cf. Rayon de Schwarzschild) qui sera développée 50 ans après sa mort.
Engagé sur le front russe par l'armée allemande en tant qu'artilleur (il obtiendra le grade de lieutenant), il lut pour la première fois la formulation de la relativité générale d'Einstein dans l'édition de 25 novembre 1915 des Comptes rendus de l'Académie de Prusse. Aussitôt, il se mit à chercher les conséquences que pouvaient avoir ces lois sur la gravitation des étoiles. Comme il serait très compliqué mathématiquement d'analyser une étoile en rotation ou une étoile non sphérique, Schwarzschild se limita aux étoiles sphériques qui ne tournent pas. Il s'intéressa d'abord à décrire mathématiquement l'extérieur de l'étoile, reléguant à plus tard leur étude interne. Quelques jours plus tard, il avait calculé, dans tous ses détails, à partir des équations d'Einstein, la courbure de l'espace-temps à l'extérieur de n'importe quelle étoile sphérique qui ne tourne pas. Le calcul était élégant, et la géométrie courbe qu'il prédisait, la géométrie de Schwarzschild, devait avoir un immense impact sur notre compréhension de l'Univers.
Il envoya donc une lettre à Einstein lui décrivant ses calculs, qu'Einstein présenta au nom de celui-ci à l'Académie des sciences de Prusse le 13 janvier 1916.
Quelques semaines plus tard, Einstein présenta un second article de Schwarzschild : le calcul exact de la courbure à l'intérieur d'une étoile.

### Décès
Alors qu'il est sur le front de l'Est, Schwarzschild montre des symptômes d'un pemphigus, une dermatose auto-immune alors incurable.
En mars 1916, il est démobilisé. Il meurt le 11 mai 1916,,, à l'hôpital de Potsdam des suites de la maladie. Le 16, il est enterré au cimetière de Göttingen.
À peine un mois plus tard, le 19 juin, Einstein annonça la mort de Schwarzschild à l'Académie des sciences de Prusse à la suite d'une maladie contractée sur le front russe.

### Vie privée
En 1909, Schwarzschild épouse Else Rosenbach, fille du médecin Anton Julius Friedrich Rosenbach. Le couple a trois enfants : Agathe (1910-2006), Martin (1912-1997) et Alfred (1914-1944).

## Honneurs, distinctions et hommages
En 1899, Schwarzschild reçoit la médaille de la Société photographique de Vienne. En 1909, il participe à un concours sur le thème de la « détermination de la position astronomique d'un ballon » et reçoit, pour son « ballon-sextant », le prix du meilleur instrument ; la même année, il est élu, le 11 juin, associate (« membre étranger associé ») de la Société royale d'astronomie de Londres,. En 1912, il devient membre de l'Académie royale des sciences de Prusse à Berlin. En 1914, il est élu, le 18 mai, membre honoraire de la Société philosophique de Cambridge, et docteur honoraire de l'université de Groningue.

### Hommages posthumes
Schwarzschild est l'éponyme de la métrique de Schwarzschild.
Il est également passé à la postérité pour ses travaux sur les atmosphères d'étoiles avec l'équation de Schwarzschild-Milne.
Depuis septembre 1959, la Société astronomique décerne chaque année, la médaille Karl-Schwarzschild.
L'observatoire créé en 1960 à Tautenburg, près d'Iéna, en Thuringe, porte le nom d'observatoire Karl-Schwarzschild (Thüringer Landessternwarte (TLS) Karl-Schwarzschild-Observatorium).
L'astéroïde (837) Schwarzschilda, découvert par Max Wolf le 23 septembre 1916, et un cratère lunaire ont été nommés en son honneur.
Dans le jeu de cartes Yu-Gi-Oh!, une carte porte le nom de « Dragon Des Limites Schwarzschild », illustrée par un ouroboros en forme de symbole infini. Dans l'anime Yu-Gi-Oh! Zexal, cette carte est jouée par Mizar.